# Райхель, Оксана Николаевна
Оксана Николаевна Райхель (укр. Оксана Миколаївна Райхель; род. 24 февраля 1977, Запорожье) — украинская гандболистка, бронзовый призёр Олимпийских игр 2004 года (Афины).

## Биография
В 2000 году окончила Бердянский государственный педагогический институт. Воспитанница тренеров Черкез С. И., Ратнера Л. А., Воронова Г. А., Петрова В. А. Играла за клубы «Мотор» (Запорожье), за зарубежные команды «Кометал» (Македония), «Салерно» (Италия) и «Заячар» (Сербия). Мастер спорта международного класса, заслуженный мастер спорта Украины.
В составе сборной Украины завоевала бронзовую медаль Олимпийских игр в Афинах: ценой медали стала травма коленного сухожилия. Награждена орденом княгини Ольги III степени в 2004 году.
Проживает в Запорожье.

## Достижения

### Клубные
- 7-кратная чемпионка Украины
- Финалистка Суперкубка Дании 2001 года
- Чемпионка Македонии и обладательница Кубка Македонии: 2003, 2004, 2005, 2006
- Победительница Кубка Италии: 2006/2007
- Победительница Кубка Сербии: 2008/2009

### В сборной
- Чемпионка Европы среди молодёжи 1994 года
- Вице-чемпионка Европы: 2000
- Бронзовый призёр Олимпиады: 2004